# Brachystelma lankana
Brachystelma lankana là một loài thực vật có hoa trong họ La bố ma. Loài này được Dassan. & Jayas. mô tả khoa học đầu tiên năm 1974.